# Безбашенный Ник
«Безбашенный Ник» (нем.: Tschiller: Off Duty, в пер.: «Чиллер: вне службы») — немецкий боевик 2016 года режиссёра Кристиана Альварта.
Спин-офф телесериала «Место преступления», действие разворачивается в Турции и России, куда отправляется главный герой комиссар гамбургской полиции Ник Чиллер (Тиль Швайгер), значительная часть сцен снималась в Москве при участии российских актёров и массовки.

## Сюжет
После ареста авторитета турецкой мафии Фирата Астана в конце 970-й серии телесериала, который убил жену комиссар полиции Гамбурга Ника Чиллера, его экстрадируют в Турцию, а Ник отстранен от службы. Ленни — дочь Ника сбегает и едет в Стамбул, чтобы отомстить Астану за смерть матери.
Ник отправляется в Стамбул, но не успевает предотвратить беду — девушка пропадает. Ник находит Астана, но того убивают у него на глазах, хотя он успевает сообщить, что захваченная турецкой мафией Ленни продана через торговца живым товаром Сулеймана Шекера в Москву.
Ник едет в Москву, где выходит на след сети торговцев органами созданной вокруг немецкого врача доктора Шмидта, который извлекает органы у девушек, привезенных из Турции. Нику удаётся разоблачить преступную сеть, предотвратить покушение на промышленника Александра Кинского и спасти свою дочь.

## В ролях
- Тиль Швайгер — Ник Чиллер
- Луна Швайгер — Ленни, дочь Ника
- Эрдал Йылдыз — Фират Астан
- Озгюр Эмре Йылдырым — Сулейман Шекер
- Фахри Ярдым — Ялчын Гюмер
- Ральф Мёллер — Акталай
- Алёна Константинова — Даша
- Егор Пазенко — Борис Голицын
- Эдуард Флёров — Семён Асинович
- Беррак Тюзюнатач — Рейхан
- Евгений Сидихин — Александр Кинский
- Кида Рамадан — Демир
- Тамбет Туйск — Радин
- Аксель Вернер — доктор Шмидт

## Съемки
Бюджет фильма составил 8 миллионов евро, съёмки велись в Гамбурге, Берлине, Стамбуле и Москве, снят за 41 съемочный день с 14 июля по 15 сентября 2015 года.

## Показ
Фильм оказался провальным и в кинопрокате и на телевидении.
Премьера в немецких кинотеатрах состоялась 4 февраля 2016 года, после неплохого старта в первый уик-энд, когда фильм посмотрели около 117 000 зрителей, во второй уик-енд фильм собрал только около 67 000 зрителей и около 25 000 зрителей в третий, к концу кинопроката через месяц фильм всего посмотрели чуть менее 280 000 зрителей, что оказалось значительно ниже ожиданий.
Телевизионная премьера состоялась 8 июля 2018 года, фильм посмотрели 5,34 миллиона зрителей, что составляет 18,6 процента рынка, что является сравнительно низкими цифрами для первоначальных трансляций серий сериала: когда актер Тиль Швайгер дебютировал на канале ARD в качестве комиссара в 2013 году, его посмотрели более 12 миллионов зрителей.
Швайгер обвинил в этом компанию ARD, которая разместила фильм «в мёртвый сезон» параллельно с футбольным чемпионатом Европы, однако, телеканал возразил, что из-за продолжительности фильма было трудно найти подходящий слот для трансляции. В статье журнала «Stern» отмечается, что подходы Швайгера к объяснению низкой посещаемости сомнительны: в день трансляции матч чемпионата Европы не проводился, а несколькими днями ранее повтор сериала в «третьем канале» WDR собрал больше зрителей, чем телевизионная премьера фильма на «первом канале» ARD.

## Критика
Журнал «TV Spielfilm» решил не рецензировать фильм, написав, что он в любом случае понравится любителям сериала, а остальным его смотреть и незачем: «Любой, кто любит Ника Чиллера, будет любить его вне службы».
Журнал «Stern» писал, что это «великолепный олдскульный боевик, подобного которому до сих пор не было в Германии — с измученным героем, его напарником, одарённым чувством юмора, действительно неприятным злодеем и забавной историей, которая проходит по нескольким странам».
Журналист «Die Welt» Питер Прашль рецензируя фильм, полный нереалистичности, нашел убежище в иронии изложив своё мнение о фильме в фельетоне: «Только педантичные придурки настаивают на том, что искусство должно принимать принцип реальности».
Рецензент американского журнала «The Hollywood Reporter» написал, что «В разговоре с иностранцем лучший способ описать немецкий боевик довольно прост: „Их бин вечный Борн, эрзац Борна“. Местная аудитория, скорее всего, не заметит такого вопиющего сходства», и отметил, что для спин-оффа популярного сериала «несколько удивительно, что, учитывая его происхождение и устойчивую аудиторию, этот броский, эффектно скорректированный по цвету, и в остальном сделанный как надо, боевик быстро провалился».
Газета «Deutsche Welle» заметила, что на Украине фильм был запрещён — внесён Госкино в «чёрный список», поскольку главному герою картины помогает «доблестный майор ФСБ».